# 宇宙飛行の歴史
| 軌道有人宇宙飛行                                 |             |          |
| プログラム                                       | 年          | フライト |
| ボストーク                                       | 1961-1963   | 6        |
| マーキュリー                                     | 1962-1963   | 4        |
| ボスホート                                       | 1964-1965   | 2        |
| ジェミニ                                         | 1965-1966   | 10       |
| ソユーズ                                         | 1967年~現在 | 137      |
| アポロ                                           | 1968-1972   | 11       |
| スカイラブ                                       | 1973-1974   | 3        |
| アポロ・ソユーズ                                 | 1975        | 1        |
| スペースシャトル                                 | 1981-2011   | 135      |
| 神舟                                             | 2003年~現在 | 9        |
| クルードラゴン                                   | 2020~現在   | 8        |
|                                                  |             |          |
| 軌道下の有人宇宙飛行（カーマン・ラインを超えて） |             |          |
| プログラム                                       | 年          | フライト |
| マーキュリー                                     | 1961年      | 2        |
| X-15                                             | 1963年      | 2        |
| ソユーズ18a号                                    | 1975        | 1        |
| スペースシップワン                               | 2004年      | 3        |
| ニューシェパード                                 | 2021年~現在 | 6        |

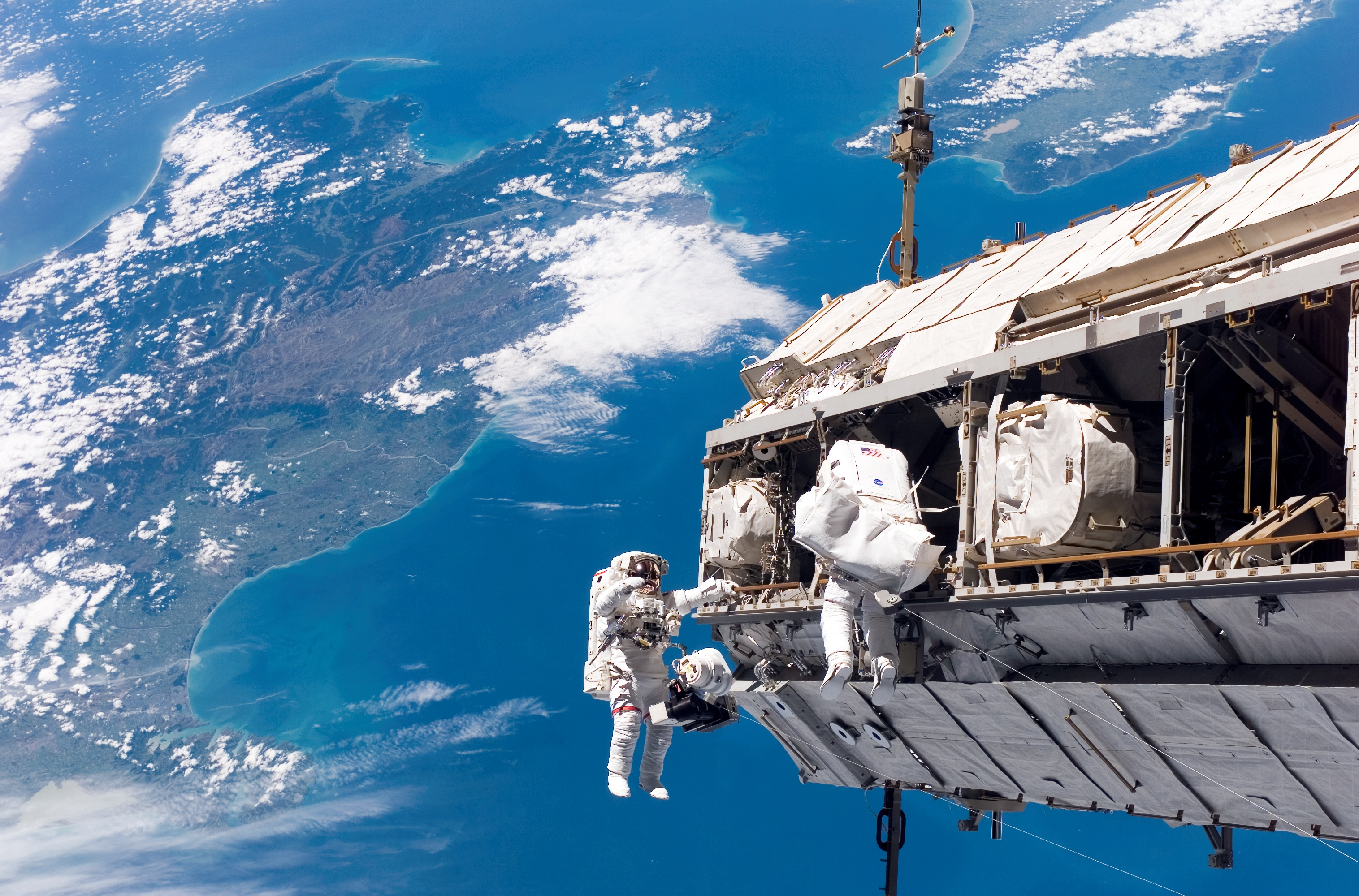
ISSの建造に必要な船外活動数は、この活動の当時の経験基盤である「EVAの壁」と呼ばれるハードルを小さくした。

宇宙飛行の歴史（うちゅうひこうのれきし）は、コンスタンチン・ツィオルコフスキーとロバート・ゴダードによる理論的および実践的なブレークスルーにより20世紀に始まった。ソビエト連邦は第二次世界大戦後の宇宙開発競争で主導権を握り、最初の人工衛星を軌道に乗せ、最初の男性と最初の女性の有人宇宙飛行を行った。アメリカ合衆国は1960年代半ばにライバルのソビエトに追いつき、その後、1969年に最初の人類を月に着陸させた。同時期、フランス、イギリス、日本、中国は、まだ限定的なロケットを開発していた。
宇宙開発競争の終了後、宇宙飛行は、より大きな国際協力、低軌道へのより低コストなアクセス、および商業ベンチャーの拡大を特徴としている。惑星探査機は太陽系のすべての惑星に送り込まれ、人間は地球軌道上にミールや国際宇宙ステーション (ISS) などの宇宙ステーションを建造し長期滞在している。最近、中国は独立した乗組員の任務を開始する能力を持つ第三国として浮上している。一方、商用オペレーターは、再利用可能なブースターシステムと宇宙船を開発した。2020年、スペースX社はクルードラゴンを使用して、ISSへの有人ミッションの立ち上げに成功した最初の商用オペレーターになった。

## バックグラウンド

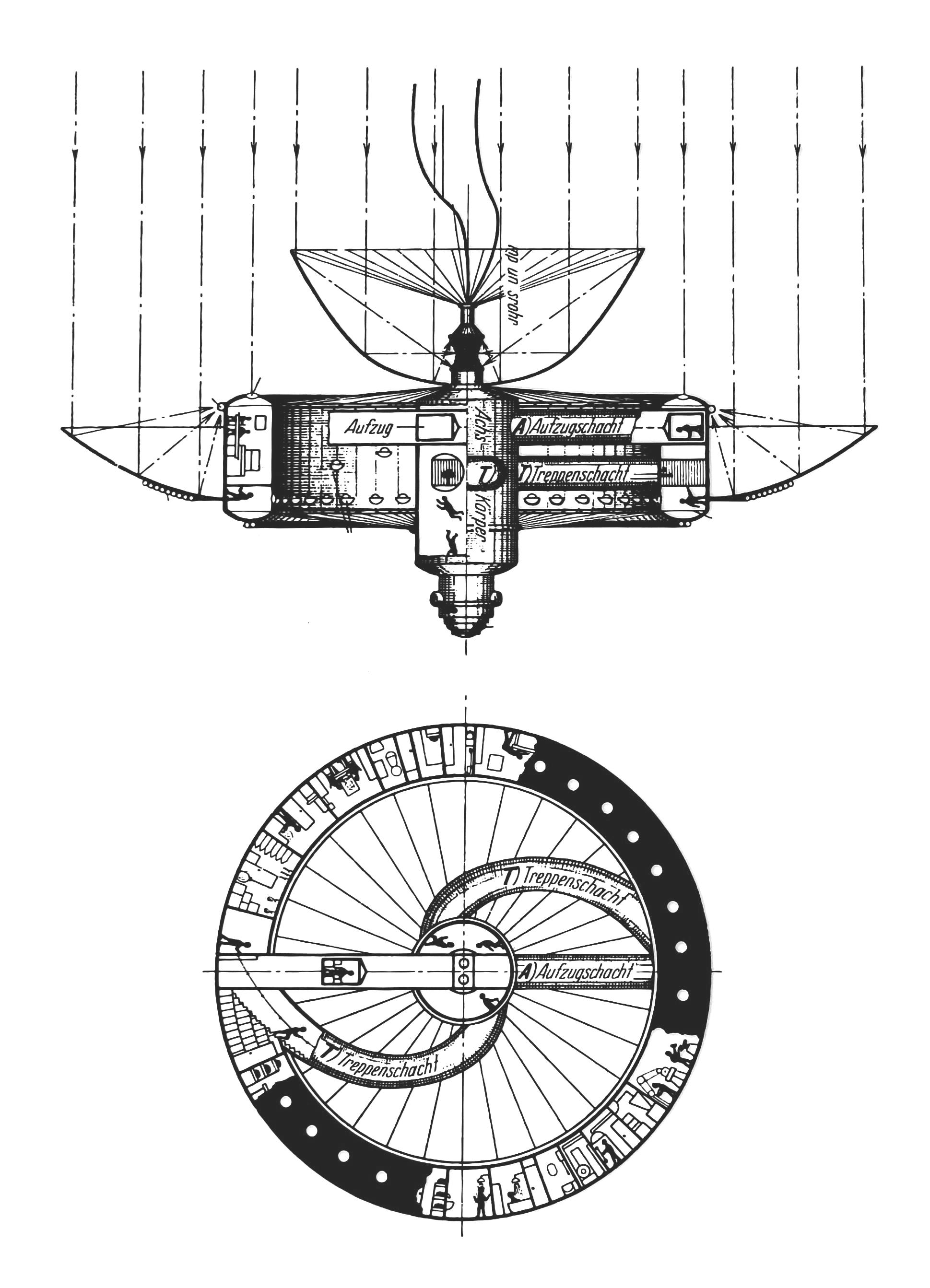
ヘルマン・ノールドゥングの「宇宙旅行の問題」における宇宙ステーションの説明（1929年）。

20世紀の初めに、ジュール・ヴェルヌ（『月世界旅行』）やH.G.ウェルズ（『月世界最初の人間』、『宇宙戦争』）などの作家によるフィクションに触発されて、惑星間旅行に関する科学的調査が急増した。
宇宙飛行の最初の現実的な提案は、コンスタンチン・ツィオルコフスキーにまでさかのぼる。
彼の最も有名な作品、「 Исследование мировых пространств реактивными приборами」（ジェット機による世界空間の探索、または反応装置によって宇宙空間の探査）は1903年に出版されたが、この理論的研究はロシア国外ではあまり影響力がなかった。
宇宙飛行は、1919年にロバート・ゴダードの論文「極度の高度に到達する方法」の出版物で工学的に可能性になった。そこでは、液体燃料ロケットへのラバール・ノズルの適用が惑星間旅行を可能にするのに十分な証拠を与えた。この論文は、後に宇宙飛行の主要な人物であるヘルマン・オーベルトとヴェルナー・フォン・ブラウンに大きな影響を与えた。
1929年、スロベニア人の将校ヘルマン・ノールドゥングは、著書『宇宙旅行の問題』で完全な宇宙ステーションを最初に着想した。
宇宙空間に到達した最初のロケットは、1944年6月、垂直試験飛行中のドイツのV2ロケットである。戦争が終わった後、イギリス条例局の研究開発部門はバックファイア計画を組織し、1945年10月、ドイツ北部のクックスハーフェン近くの発射台から3発（調査した情報源によっては4発）のV2ロケットを発射した。また、V2ロケットを作るのに十分な部品を組み立てることができた。これらの発射台は傾斜しており、ロケットは軌道下の宇宙飛行と見なすのに必要な高度に達していなかったが、バックファイア文書は、すべてのサポート手順、調整された車両、燃料組成を含む、ロケットの最も広範な技術文書であった。
その後、英国惑星間協会は、「メガロック」と呼ばれるV2の機体を拡大して人を運ぶ改造を提案した。1946年に書かれたこの計画は、3年間の開発プログラムを想定しており、1949年に軌道下ミッションでテストパイロットのエリック・ブラウンを打ち上げる構想であった 。
アトリー政権下の供給省による超音速大気飛行と宇宙飛行での原子力発電と亜音速旅客機の研究に集中するという決定は、超音速飛行の場合ではわずか1年で実現したが、後の二つの導入はマイルズ M.52からのデータがベル・エアクラフトに渡されたために遅れることになった。

## 宇宙開発競争
メガロックの提案から10年以上が経ち、無人宇宙船と有人宇宙船の両方が、冷戦中にソビエト連邦と米国によって宇宙開発競争と呼ばれる競争で開発された。

### 最初の人工衛星

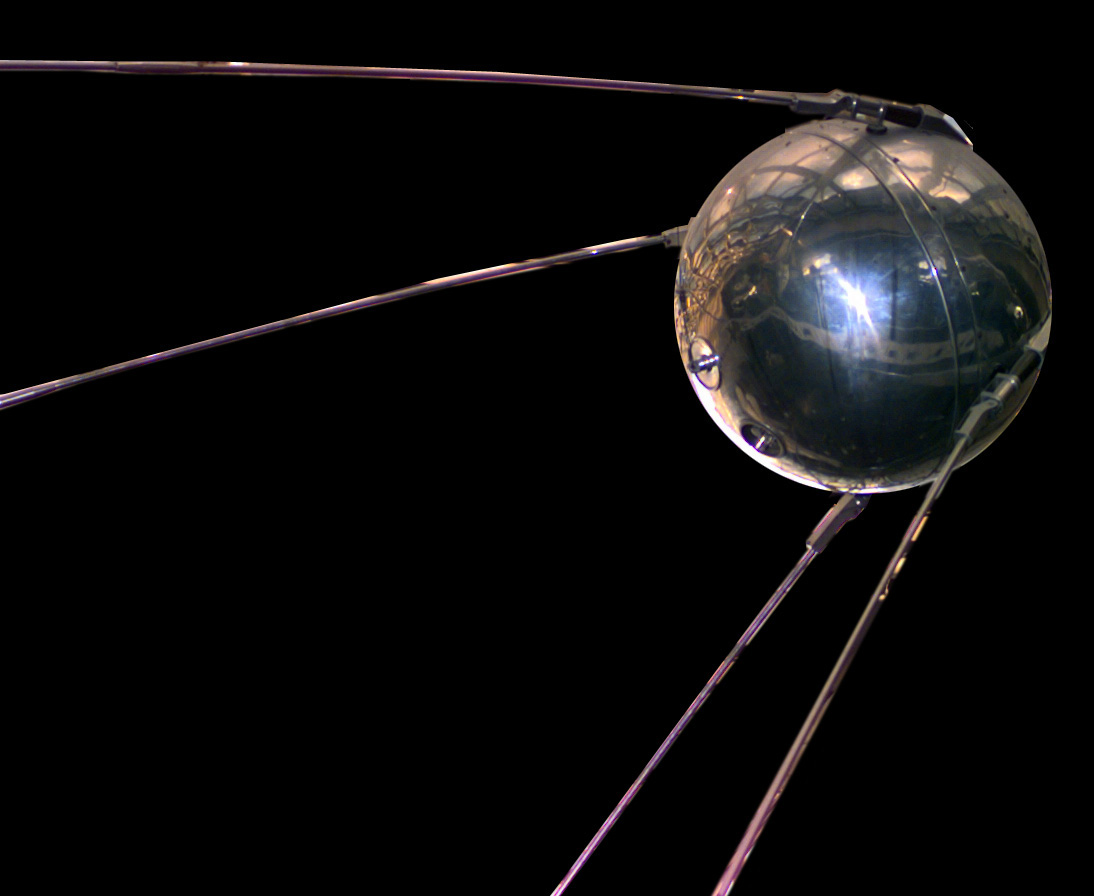
展示されているスプートニク1号のレプリカ。

開発競争は1957年に始まり、アメリカとソ連の両方が1957年7月から1958年12月までの18か月にわたる国際地球観測年に人工衛星を打ち上げる計画を発表した。1957年7月29日、米国は1958年春までにヴァンガード計画の打ち上げ計画を発表し、7月31日、ソ連は1957年秋に衛星を打ち上げると発表した。
1957年10月4日、ソビエト連邦は人類史上初の地球の人工衛星であるスプートニク1号を打ち上げた。
1957年11月3日、ソビエト連邦は2番目の人工衛星スプートニク2号を打ち上げ、最初に生きた動物である「ライカ」という犬が乗せられていた。
1958年1月31日、アメリカ初の人工衛星エクスプローラー1号を打ち上げた。科学機器のガイガーカウンターを搭載し、理論上のヴァン・アレン帯を検出した。
1958年5月15日、ソビエト連邦は3番目の人工衛星スプートニク3号を打ち上げ、地球物理学研究用の多数の機器を搭載。上層大気の圧力と組成、荷電粒子の濃度、宇宙線の光子、宇宙線の重い原子核、磁気および静電界、および流星粒子など12種類の科学観測装置で地球の上層大気や地球近傍の宇宙空間の観測をおこなった。
スプートニク1号に対するアメリカ国民のショックは、「スプートニク・ショック」として知られるようになった。1958年7月29日、アメリカ合衆国議会は、アメリカ航空諮問委員会（NACA）を米国の民間宇宙計画を担当するアメリカ航空宇宙局（NASA）に変える法案を可決した。 1959年、NASAはマーキュリー計画を開始、地球軌道に1人乗りカプセルを打ち上げ、「マーキュリーセブン」として7人の宇宙飛行士を選抜し紹介した。

### 宇宙で最初の男

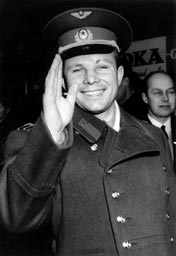
ユーリイ・ガガーリン

1961年4月12日、ソ連は有人宇宙飛行の時代を切り開き、最初の宇宙飛行士（ロシア語で「コスモノート」）であるユーリイ・ガガーリンが飛行した。ソビエトのボストーク計画の一部であるガガーリンの飛行は108分かかり、地球の単一の軌道で構成されていた。
1961年8月7日、別のソビエト宇宙飛行士であるゲルマン・チトフは、ボストーク2号のミッション中に軌道飛行をした2番目の男になった。
1963年6月16日までに、ボストークは合計6人の宇宙飛行士を打ち上げ、2組が同時に飛行しランデブーテストをおこない、宇宙飛行士の軌道周回は260回、宇宙滞在日数は16日強であった。
アメリカの有人宇宙飛行が実現したのは、ボストーク1号より1月遅れの1961年5月5日、アラン・シェパードが搭乗する「フリーダム7」宇宙船は約16分の弾道飛行を行った。

### 宇宙で最初の女性

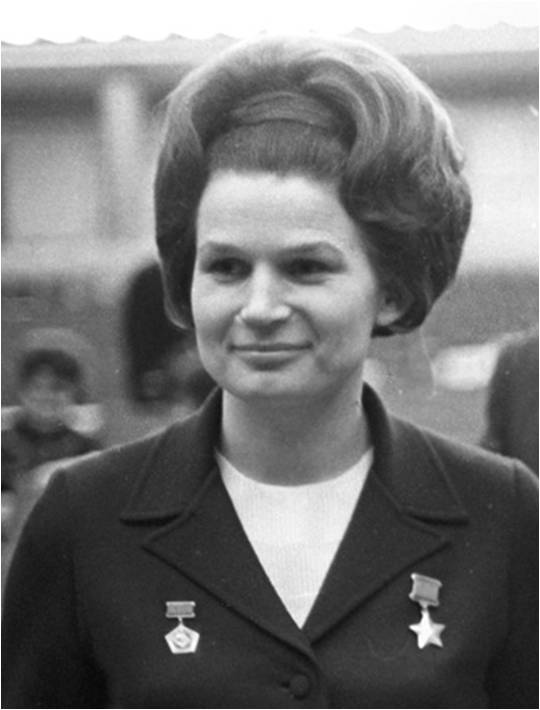
ワレンチナ・テレシコワ

宇宙で最初の女性は、1963年6月16日にソビエトのミッションボストーク6号に搭乗したのは元民間でスカイダイビングを行っていたワレンチナ・テレシコワ。ソビエトの宇宙船のチーフデザイナーであるセルゲイ・コロリョフは、女性の宇宙飛行士候補を募集し、ボストーク5/6で2人の女性を同時に打ち上げるというアイデアを思いついていた。しかし、その計画は、最初にボストーク5号で男性を発射し、その後すぐにテレシコワを発射するように変更された。当時のソ連共産党第一書記であるニキータ・フルシチョフは、飛行中にテレシコワに無線で話した。